# Comerio
Comerio là một đô thị ở tỉnh Varese trong vùng Lombardia, có cự ly khoảng 50 km về phía tây bắc của Milan và khoảng 8 km về phía tây của Varese. Tại thời điểm ngày 31 tháng 12 năm 2004, đô thị này có dân số 2.549 người và diện tích là 5,6 km².
Đô thị Comerio có các frazioni (đơn vị trực thuộc, chủ yếu là các làng) Muro, Orocco, Picco, Mattello, Cugnolo, và Vigne.
Comerio giáp các đô thị: Barasso, Castello Cabiaglio, Cuvio, Gavirate.